# When I'm Gone
"When I'm Gone" är den första singeln från det kanadensiska bandet Simple Plan's självbetitlade tredje studioalbum, Simple Plan. Den släpptes via iTunes och lala.com den 29 oktober 2007 i förbindelse med en webchat live med bandet.

## Låtlista

### iTunes / Digital Release
1. "When I'm Gone"[2]

### CD Singel
1. "When I'm Gone"
2. "Running Out of Time"
3. "When I'm Gone" [Akustisk Version] [3]